# Дебрифинг
Дебри́финг; психологический дебри́финг — одноразовая слабоструктурированная психологическая беседа с человеком, пережившим экстремальную ситуацию или психологическую травму. В большинстве случаев целью дебрифинга является уменьшение нанесённого жертве психологического ущерба путём объяснения человеку, что с ним произошло, и выслушивания его точки зрения.

## Происхождение термина

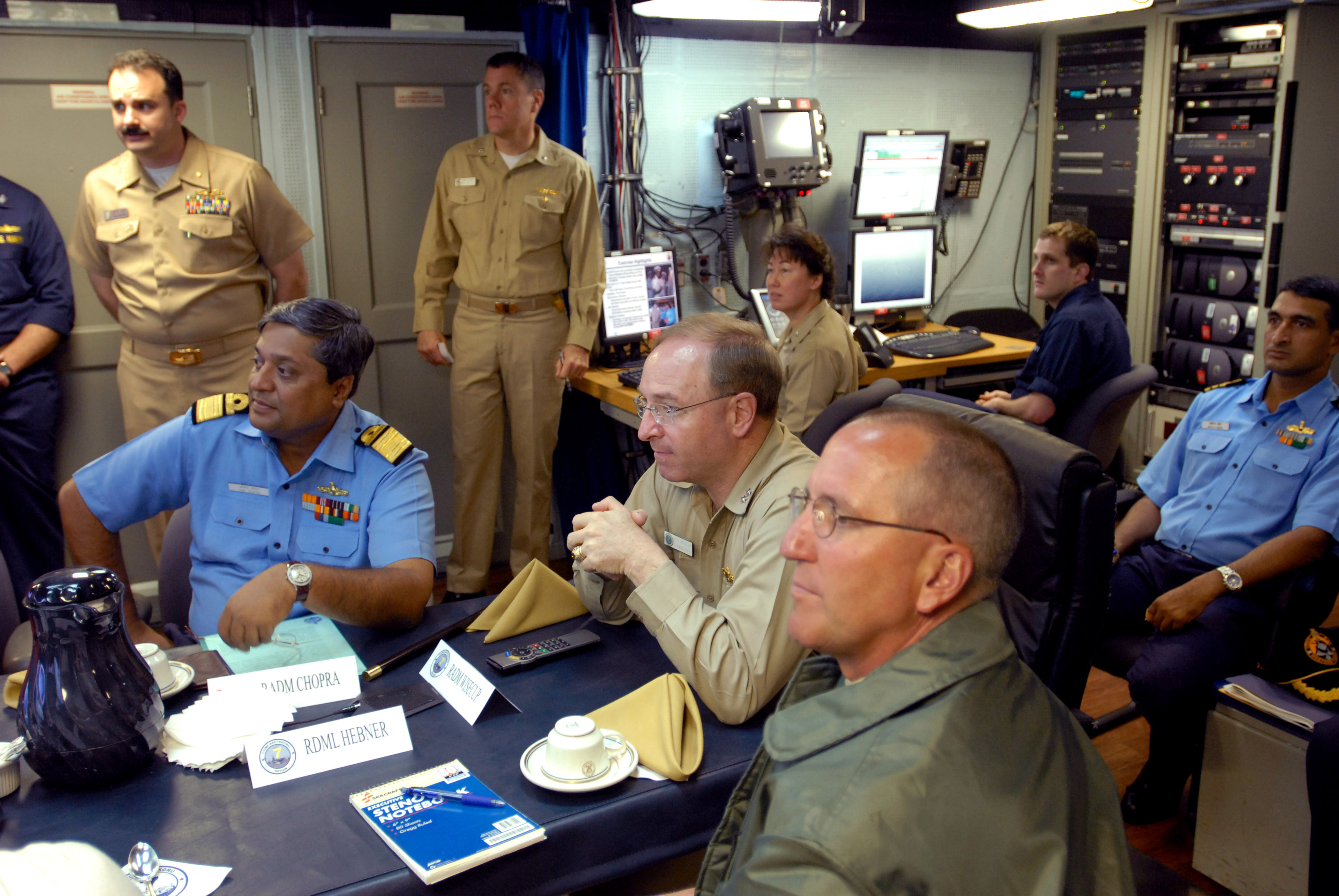
«Дебрифинг» на борту авианосца «Рональд Рейган»

Слово «дебрифинг» (англ. debriefing) было заимствовано американскими психологами из военной терминологии, где оно обозначало процедуру обратную «брифингу» (briefing — «инструктаж»), нечто вроде «разбора полётов». В ходе дебрифинга военный докладывает о деталях выполнения задания и получает инструкции, какая из полученной им информации может быть обнародована, а что должно оставаться секретным. Дополнительной задачей такого «разбора полётов» является сглаживание психологического стресса и помощь солдату в возвращении к его обязанностям. В российской военной терминологии термин «дебрифинг» не применяется.

Известно, что когда даже самого надежного агента вывозят в страну, на которую он работал, происходит дебрифинг. Как долго длился ваш дебрифинг здесь, в Англии?
- Два с половиной года. Мой дебрифинг в целом был настолько интенсивным и настолько плодотворным, что я был очень доволен тем, что ему уделили столько времени и внимания. Потому что я знал в несколько раз больше, чем мог сообщать, работая в подполье. Эти два с половиной года были просто великолепными!— Агент МИ-6 Олег Гордиевский

## Виды дебрифинга

### Кризисный дебрифинг
Дебрифинги, проводимые по факту совершения терактов, а также в местах стихийных бедствий и катастроф, являются частью программы оказания первой помощи и помогают пострадавшим пережить ситуации сильного страха, травмы, крайнего дискомфорта, имущественного ущерба или потери друзей и близких. Целью психологического опроса является снижение вероятности возникновения посттравматического стрессового расстройства и других психологических проблем при помощи предоставления возможности выговориться, «отторжения воспоминаний путём их вербализации». Дебрифинг как средство оказания первой психологической помощи имеет английское название Critical Incident Stress Debriefing.
Методики и структура проведения кризисного дебрифинга варьируются в зависимости от характера и масштабов трагедии. Так например, в местах терактов, катастроф и стихийных бедствий применяется многоуровневый дебрифинг, при котором психологи и спасатели, работающие непосредственно на месте события, впоследствии сами получают психологическую помощь от своих коллег на «втором уровне», и т. д. В другом примере, дебрифинг освобожденных военнопленных с признаками стокгольмского синдрома будет отличаться от дебрифинга заложников политического теракта с теми же признаками стокгольмского синдрома.
...дебрифинг наиболее эффективен, если он проводится до введения транквилизаторов и до того, как пострадавшим предоставлена возможность сна (то есть — в первые сутки); естественно — если для этого имеются возможности и достаточное количество квалифицированных специалистов, способных проводить дебрифинг. В случаях, когда дебрифинг оказывается по тем или иным причинам отложенным, происходит консолидация следов памяти, сопровождаемая рядом психопатологических феноменов, хорошо известных специалистам.
Дебрифинг как способ психологического вмешательства постепенно становится обыденной процедурой во многих странах, хотя эффективность его пока не доказана. В действительности существует много свидетельств, что подобные психологические опросы не только неэффективны, но и вредны. В марте 2007 года американский журнал «Перспективы психологической науки», издаваемый «Ассоциацией психологических наук» (Association for Psychological Science) внёс кризисный дебрифинг в список процедур, способных причинить вред пострадавшим.

### Аналитический дебрифинг
В психологических исследованиях, дебрифингом называется краткая беседа между исследователем и участником эксперимента, проводимая по завершении психологического исследования. Дебрифинг является важным этическим звеном, позволяющим убедиться, что участники хорошо информированы и не пострадали в ходе эксперимента.
С юридической точки зрения, дебрифинг — это основная мера предосторожности в случаях проведения исследований на людях; он является столь же важным, как и получение письменного согласия на участие в эксперименте. Этот тип дебрифинга особенно актуален для исследований в области социальной психологии при экспериментах, которые используют обман. Дебрифинг обычно не применяется при проведении обследований, наблюдений или других видов научных исследований, которые не связаны с обманом и сопряжены с минимальным риском для участников.
Методологические преимущества дебрифинга предоставляют исследователю возможность проверить эффективность гипотезы и выявить участников, которые смогли раскрыть замысел эксперимента и обнаружить обман. Данные, полученные от этих участников, должны быть исключены из последующего анализа. Многие психологи подчеркивают важность проведения дебрифинга даже при отсутствии обмана и стрессовых процедур.